# История почты и почтовых марок Государства Алавитов
История почты и почтовых марок Государства Алавитов (Области Алавитов, Латакии) занимает период с 1920 по 1937 год, когда эта область (с административным центром в городе Латакия; ныне мухафаза Латакия Сирии), населённая преимущественно алавитами и расположенная на западе Сирии между Хатаем и Ливаном, находилась под управлением Франции по мандату Лиги Наций. В 1925—1937 годах в Государстве Алавитов (с 1931 года — в республике Латакия) издавались и использовались собственные почтовые марки.

## Развитие почты
С 1920 года территория, ранее входившая в Османскую империю и населённая алавитами (мусульманами шиитского направления), как и бо́льшая часть Сирии, была оккупирована французами. Получив мандат на управление Сирией и Ливаном и используя религиозные противоречия, французские колонизаторы создали в сентябре 1923 года отдельную административную единицу (в том числе и в почтовом отношении) — Область алавитов. Последняя в 1925 году была переименована в Государство Алавитов, на правах автономной провинции в составе французской мандатной территории в Сирии. До 1925 года здесь использовались сирийские почтовые марки, что неизбежно приводило к сложностям во взаиморасчётах между почтовыми ведомствами Государства Алавитов и Сирии.
В апреле 1930 года Государство Алавитов было переименовано в республику Латакия, который просуществовал вплоть до 1937 года. С 5 декабря 1936 года (со вступлением в силу в 28 февралая 1937 года) Латакия вошла в состав Сирии. После этого почтовое обслуживание в этой области перешло под управление почтовых властей Сирийской Республики, и её собственные марки с 1 марта 1937 года изъяли из обращения и заменили на сирийские марки (без какого-либо дополнительного надпечатывания).

## Выпуски почтовых марок

### Государство Алавитов
Почтовых марок оригинального рисунка специально для Государства Алавитов Франция не выпускала. 1 января 1925 года в обращение на этой территории поступили собственные марки. При этом на французских марках была сделана надпечатка текста фр. «ALAOUITES» («Алавиты», или «Территория Алавитов») и нового номинала — стоимости в сирийской валюте (в пиастрах; французские почтовые марки были деноминированы во франках); те же сведения были также указаны на арабском языке.
В период с 1925 года по 1930 год такие же надпечатки делались на почтовых марках Сирии.

### Латакия
Первые марки с новым названием подмандатного государства появились в обращении в июле 1931 года. Для этого на марке Сирии была проставлена надпечатка слова «Латакия» на французском («Lattaquie») и арабском языках.
Почтовые марки Латакии были в обращении до 1 марта 1937 года. Всего было надпечатано 22 номинала почтовых марок; общий тираж знаков почтовой оплаты Латакии составил около 6 тысяч полных серий.
В общей сложности за период с 1925 по 1937 год было эмитировано 93 почтовые марки.

## Другие виды почтовых марок
Помимо обычных почтовых марок, выпускались авиапочтовые и доплатные марки.

### Авиапочтовые
В 1925 году на четырёх номиналах почтовых марок Франции была сделана дополнительная надпечатка «Avion» («Авиа», то есть «Авиапочта») — для их употребления в качестве авиапочтовых марок. С 1926 года вместо указанного слова было надпечатано изображение моноплана. С 1931 года для Латакии было надпечатано ещё 11 номиналов авиапочтовых марок.

### Доплатные
Первыми доплатными марками служили марки Франции, надпечатанные в 1925 году таким же образом, как и регулярные почтовые марки. В дальнейшем, в 1925—1930 годах, аналогичная надпечатка производилась уже на марках Сирии. С 1931 года выходили также надпечатанные доплатные марки для Латакии (два номинала).
Всего за период с 1925 по 1937 год было эмитировано 12 доплатных марок.